# 메시에 61
M61 (NGC 4303)은 처녀자리 은하단에 있는 나선 은하이며, 1779년 5월 5일 천문학자인 Barnabus Oriani가 발견했다. M61은 처녀자리 은하단의 구성원 중 규모가 큰 편에 속한다.
지금까지 총 8개의 초신성(SN 1926A, SN 1961I, SN 1964F, SN 1999gn, SN 2006ov, SN 2008in, SN 2014J, SN 2020jfo)이 은하에서 발견되었다.

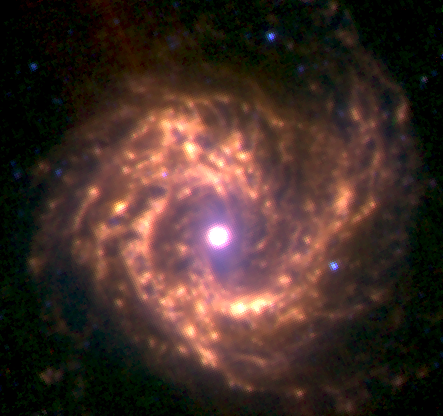
스피처 우주망원경으로 촬영한 M61의 적외선 사진.

## 같이 보기
- 메시에 천체 목록